# Za cenę życia
Za cenę życia (ang. 10th & Wolf) – amerykański film kryminalny powstały w 2006 roku, z Jamesem Marsdenem obsadzonym w roli głównej. Film inspirowany jest prawdziwymi wydarzeniami.

## Obsada
- James Marsden jako Tommy
- Giovanni Ribisi jako Joey
- Brad Renfro jako Vincent
- Val Kilmer jako Murtha
- Piper Perabo jako Brandy
- Dennis Hopper jako Matty Mattello
- Brian Dennehy jako agent Horvath
- Tommy Lee jako Jimmy Blonde
- Lesley Ann Warren jako ciotka Tina
- Francesco Salvi jako Luciano Reggio

## Treść
Weteran wojny w Zatoce Perskiej, Tommy, dostaje od FBI propozycję nie do odrzucenia. Ma wrócić do Pensylwanii i pomóc w rozbiciu struktur mafijnych, które rządzą w jego rodzinnym mieście – w przeciwnym razie jego brat i kuzyn trafią do więzienia. Lojalność wobec rodziny kłóci się z lojalnością wobec praw ulicy, na której się wychował. Tommy decyduje się wrócić do środowiska, z którego tak bardzo próbował się wyrwać. W ekstremalnych sytuacjach pozna granice wierności i zdrady, dobra i zła, dowie się, jaką wartość ma jego własne życie.